# Poropuntius tawarensis
Poropuntius tawarensis là một loài cá vây tia thuộc họ Cyprinidae.
Loài này chỉ có ở Indonesia.